# ميغوس
ميغوس (Migos)  فرقة هيب هوب أمريكية من لورنسفيل،جورجيا تتكون من الثلاثي مغنو موسيقى الراب وهم علي التوالي "كويفو" (بالإنجليزية: Quavo)‏ و "أوفست" (بالإنجليزية: offset)‏ و "تيكوف" (بالإنجليزية: tokeoff)‏ .أطلقت المجموعة أولي أغانيها تحت اسم "فرساتشي" (بالإنجليزية: Versace)‏ سنة 2013 التابعة لألبوم الميكستايب "Y.R.N أو (بالإنجليزية: young rich niggas)‏ .كما أطلقو كل من " صراع الليل" (بالإنجليزية: fight night)‏ سنة 2014 و (بالإنجليزية: look at my dab)‏ سنة 2015 أفضل أغانيهم علي الإطلاق (بالإنجليزية: bad and boujee)‏ التي تصدرت ترتيب أغاني الولايات المتحدة الأمريكية بيلبورد هوت 100 والفرقة تعمل على البوم يدعى [culture] واصدرت الفرقة أغنية جديدة [walk it talk it] الاغنية على هيئة اغاني 90s وكانت الاغنية بمساعدة [drake] مغني الراب الشهير

## وصلات خارجية
- ميغوس على موقع IMDb (الإنجليزية)
- ميغوس على موقع ميوزك برينز (الإنجليزية)
- ميغوس على موقع أول ميوزيك (الإنجليزية)
- ميغوس على موقع ديسكوغز (الإنجليزية)

1. ↑  Trio of migos band hip hop_the early life MTV music